# Estado de Çehel de las Alpujarras
El Estado de Çehel de las Alpujarras fue un señorío español situado en el Reino de Granada, en los actuales municipios de Albondón, Albuñol, Lújar, Polopos, Rubite, Sorvilán y Torvizcón, de la provincia de Granada. 
Este señorío fue el resultado de sucesivas compras y mercedes despachadas en favor del licenciado Luis Zapata, letrado de las Cortes de Castilla y miembro los consejos de Estado, de Guerra, de Indias y de Justicia de los Reyes Católicos y de Carlos I. El linaje fundó mayorazgo en 1512, que con el tiempo revertiría en los condes de Cifuentes. El escritor Luis Zapata fue el III Señor del Estado de Çehel de las Alpujarras.
Los documentos relativos a este señoríos forman el fondo Alpujarra-Zapata, del archivo de los condes de Cifuentes, que durante mucho tiempo estuvieron en la capilla de San Juan Bautista de Llerena y que hoy día forman parte del Archivo General de Andalucía.